# Clube Desportivo Nacional
Il Clube Desportivo Nacional, noto come CD Nacional o come Nacional de Madeira, è una società calcistica portoghese con sede nella città di Funchal, città dell'isola di Madera, appartenente al Portogallo. Attualmente gioca nella Primeria Liga.
Ha una rivalità molto accesa con il CS Marítimo, club vicino. Nella stagione 2003-2004 ottenne il suo miglior piazzamento della storia in campionato (4º posto).
La squadra occupa la 108ª posizione del Ranking UEFA.
È principalmente famosa per essere stata la seconda squadra calcistica, a livello giovanile, in cui ha giocato Cristiano Ronaldo.

## Rosa 2024-2025
Aggiornata al 12 novembre 2024.
| N. |                       | Ruolo | Calciatore     |
| -- | --------------------- | ----- | -------------- |
| 1  | Brasile (bandiera)    | P     | Rui Encarnação |
| 2  | Portogallo (bandiera) | D     | João Aurélio   |
| 4  | Brasile (bandiera)    | D     | Ulisses        |
| 5  | Portogallo (bandiera) | D     | José Gomes     |
| 7  | Portogallo (bandiera) | C     | Rúben Macedo   |
| 8  | Portogallo (bandiera) | C     | Bruno Costa    |
| 10 | Portogallo (bandiera) | C     | Luís Esteves   |
| 11 | Curaçao (bandiera)    | C     | Nigel Thomas   |
| 12 | Brasile (bandiera)    | P     | César Augusto  |
| 14 | Portogallo (bandiera) | D     | Lucas Oliveira |
| 15 | Tunisia (bandiera)    | C     | Chiheb Labidi  |
| 17 | Brasile (bandiera)    | C     | Daniel Penha   |
| 18 | Brasile (bandiera)    | C     | André Sousa    |
| 19 | Spagna (bandiera)     | C     | Miguel Baeza   |
| 20 | Portogallo (bandiera) | C     | Jota           |

| N. |                        | Ruolo | Calciatore      |
| -- | ---------------------- | ----- | --------------- |
| 22 | Portogallo (bandiera)  | D     | Garcia          |
| 23 | Brasile (bandiera)     | A     | Isaac           |
| 27 | Senegal (bandiera)     | C     | Djibril Soumaré |
| 33 | Portogallo (bandiera)  | D     | Chico Gonçalves |
| 34 | Brasile (bandiera)     | D     | Leo Santos      |
| 37 | Brasile (bandiera)     | P     | Lucas França    |
| 38 | Brasile (bandiera)     | C     | Zé Vitor        |
| 70 | Inghilterra (bandiera) | C     | Arvin Appiah    |
| 72 | Brasile (bandiera)     | A     | Tiago Reis      |
| 81 | Portogallo (bandiera)  | A     | Dyego Sousa     |
| 88 | Brasile (bandiera)     | C     | Matheus Dias    |
| 99 | Brasile (bandiera)     | A     | Dudu Teodora    |
|    | Camerun (bandiera)     | A     | Joel Tagueu     |
|    | Giappone (bandiera)    | C     | Fuki Yamada     |
|    | Brasile (bandiera)     | C     | Paulinho Bóia   |

## Rosa 2023-2024
Aggiornata al 11 settembre 2023.
| N. |                                 | Ruolo | Calciatore       |
| -- | ------------------------------- | ----- | ---------------- |
| 1  | Brasile (bandiera)              | P     | Rui Encarnação   |
| 2  | Portogallo (bandiera)           | D     | João Aurélio     |
| 3  | Spagna (bandiera)               | D     | Jordi Pola       |
| 4  | Brasile (bandiera)              | D     | Paulo Vitor      |
| 5  | Portogallo (bandiera)           | D     | José Gomes       |
| 6  | Croazia (bandiera)              | C     | Festim Shatri    |
| 7  | Portogallo (bandiera)           | C     | Rúben Macedo     |
| 8  | Bosnia ed Erzegovina (bandiera) | C     | Vladan Danilović |
| 9  | Venezuela (bandiera)            | A     | Jesús Ramírez    |
| 10 | Portogallo (bandiera)           | C     | Luís Esteves     |
| 11 | Mozambico (bandiera)            | A     | Witi             |
| 12 | Brasile (bandiera)              | P     | Vinicius Machado |
| 14 | Portogallo (bandiera)           | D     | Lucas Oliveira   |
| 18 | Brasile (bandiera)              | C     | André Sousa      |

| N. |                       | Ruolo | Calciatore      |
| -- | --------------------- | ----- | --------------- |
| 20 | Portogallo (bandiera) | C     | João Garcês     |
| 21 | Portogallo (bandiera) | C     | Sérgio Marakis  |
| 23 | Brasile (bandiera)    | A     | Guilherme Pira  |
| 25 | Portogallo (bandiera) | D     | Graça           |
| 27 | Brasile (bandiera)    | D     | Raimar          |
| 28 | Portogallo (bandiera) | C     | Carlos Daniel   |
| 30 | Portogallo (bandiera) | C     | Watts           |
| 33 | Portogallo (bandiera) | D     | Chico Gonçalves |
| 37 | Brasile (bandiera)    | P     | Lucas França    |
| 40 | Brasile (bandiera)    | D     | Ulisses         |
| 55 | Portogallo (bandiera) | D     | André Sousa     |
| 77 | Brasile (bandiera)    | C     | Gustavo Silva   |
| 99 | Brasile (bandiera)    | A     | Dudu Teodora    |

## Rosa 2022-2023
Aggiornata al 16 ottobre 2022.
| N. |                                 | Ruolo | Calciatore       |
| -- | ------------------------------- | ----- | ---------------- |
| 1  | Brasile (bandiera)              | P     | Rui Encarnação   |
| 2  | Portogallo (bandiera)           | D     | João Aurélio     |
| 3  | Portogallo (bandiera)           | D     | Rafa Vieira      |
| 4  | Brasile (bandiera)              | D     | Paulo Vitor      |
| 5  | Portogallo (bandiera)           | D     | José Gomes       |
| 6  | Colombia (bandiera)             | D     | Cristián Zapata  |
| 8  | Bosnia ed Erzegovina (bandiera) | C     | Vladan Danilović |
| 9  | Portogallo (bandiera)           | A     | Bruno Gomes      |
| 10 | Portogallo (bandiera)           | C     | Luís Esteves     |
| 11 | Mozambico (bandiera)            | A     | Witi             |
| 13 | Brasile (bandiera)              | P     | Daniel Guimarães |
| 15 | Portogallo (bandiera)           | D     | Fábio Erins      |
| 18 | Brasile (bandiera)              | A     | Wallisson Bahia  |
| 20 | Portogallo (bandiera)           | C     | João Garcês      |
| 21 | Portogallo (bandiera)           | C     | Sérgio Marakis   |

| N. |                       | Ruolo | Calciatore          |
| -- | --------------------- | ----- | ------------------- |
| 22 | Colombia (bandiera)   | A     | Pipe Gómez          |
| 25 | Portogallo (bandiera) | D     | Graça               |
| 27 | Colombia (bandiera)   | A     | Juan Calero         |
| 28 | Portogallo (bandiera) | C     | Carlos Daniel       |
| 29 | Portogallo (bandiera) | A     | Zé Manuel           |
| 30 | Portogallo (bandiera) | C     | Martim Watts        |
| 33 | Portogallo (bandiera) | D     | Francisco Gonçalves |
| 37 | Brasile (bandiera)    | P     | Lucas França        |
| 40 | Brasile (bandiera)    | D     | Clayton             |
| 55 | Portogallo (bandiera) | D     | André Sousa         |
| 66 | Portogallo (bandiera) | C     | Cisco Ramos         |
| 70 | Portogallo (bandiera) | C     | Rúben Macedo        |
| 77 | Brasile (bandiera)    | C     | Gustavo Silva       |
| 99 | Brasile (bandiera)    | A     | Dudu Teodora        |
|    | Brasile (bandiera)    | D     | Alex                |

## Rosa 2021-2022
Aggiornata al 29 ottobre 2021.
| N. |                                 | Ruolo | Calciatore         |
| -- | ------------------------------- | ----- | ------------------ |
| 1  | Brasile (bandiera)              | P     | Vagner             |
| 2  | Brasile (bandiera)              | D     | Baiano             |
| 3  | Portogallo (bandiera)           | D     | João Aurélio       |
| 4  | Portogallo (bandiera)           | D     | Rafa Vieira        |
| 5  | Portogallo (bandiera)           | D     | José Gomes         |
| 6  | Nigeria (bandiera)              | C     | Abdullahi Alhassan |
| 7  | Portogallo (bandiera)           | C     | João Camacho       |
| 8  | Bosnia ed Erzegovina (bandiera) | C     | Vladan Danilović   |
| 9  | Portogallo (bandiera)           | A     | Bruno Gomes        |
| 10 | Portogallo (bandiera)           | C     | Filipe Chaby       |
| 11 | Mali (bandiera)                 | C     | Boubou Konté       |
| 12 | Portogallo (bandiera)           | P     | Rui Encarnação     |
| 13 | Brasile (bandiera)              | P     | Daniel Guimarães   |
| 17 | Portogallo (bandiera)           | C     | João Vigário       |
| 21 | Corea del Sud (bandiera)        | D     | Seung-jun Lee      |
| 22 | Brasile (bandiera)              | D     | Kalindi            |

| N. |                        | Ruolo | Calciatore      |
| -- | ---------------------- | ----- | --------------- |
| 23 | Mozambico (bandiera)   | A     | Witi            |
| 27 | Portogallo (bandiera)  | D     | Rúben Freitas   |
| 33 | Portogallo (bandiera)  | D     | Rui Correia     |
| 35 | Honduras (bandiera)    | A     | Bryan Róchez    |
| 37 | Inghilterra (bandiera) | D     | Easah Suliman   |
| 44 | Brasile (bandiera)     | D     | Júlio César     |
| 55 | Portogallo (bandiera)  | D     | André Sousa     |
| 66 | Portogallo (bandiera)  | C     | Cisco Ramos     |
| 74 | Serbia (bandiera)      | C     | Radivoj Bosić   |
| 77 | Portogallo (bandiera)  | C     | Marco Matias    |
| 80 | Portogallo (bandiera)  | C     | Vítor Gonçalves |
| 85 | Portogallo (bandiera)  | P     | António Filipe  |
| 88 | Portogallo (bandiera)  | C     | João Garcês     |
| 91 | Francia (bandiera)     | C     | Mabrouk Rouaï   |
| 99 | Brasile (bandiera)     | A     | Dudu Teodora    |

## Rosa 2020-2021
Aggiornata al 24 febbraio 2021.
| N. |                                 | Ruolo | Calciatore          |
| -- | ------------------------------- | ----- | ------------------- |
| 1  | Italia (bandiera)               | P     | Riccardo Piscitelli |
| 3  | Brasile (bandiera)              | D     | Lucas Kal           |
| 4  | Brasile (bandiera)              | D     | Pedrão              |
| 5  | Tunisia (bandiera)              | C     | Larry Azouni        |
| 6  | Nigeria (bandiera)              | C     | Abdullahi Alhassan  |
| 7  | Portogallo (bandiera)           | C     | João Camacho        |
| 8  | Bosnia ed Erzegovina (bandiera) | C     | Vladan Danilović    |
| 9  | Portogallo (bandiera)           | C     | Marco Matias        |
| 11 | Curaçao (bandiera)              | C     | Kenji Gorré         |
| 13 | Brasile (bandiera)              | P     | Daniel Guimarães    |
| 14 | Portogallo (bandiera)           | C     | Rúben Micael        |
| 17 | Portogallo (bandiera)           | D     | João Vigário        |
| 18 | Ungheria (bandiera)             | A     | Gergely Bobál       |
| 20 | Brasile (bandiera)              | C     | Éber Bessa          |
| 22 | Brasile (bandiera)              | D     | Kalindi             |

| N. |                        | Ruolo | Calciatore     |
| -- | ---------------------- | ----- | -------------- |
| 23 | Mozambico (bandiera)   | A     | Witi           |
| 24 | Portogallo (bandiera)  | P     | Rui Encarnação |
| 27 | Portogallo (bandiera)  | D     | Rúben Freitas  |
| 30 | Senegal (bandiera)     | P     | Seydou Sy      |
| 33 | Portogallo (bandiera)  | D     | Rui Correia    |
| 35 | Honduras (bandiera)    | A     | Bryan Róchez   |
| 44 | Brasile (bandiera)     | D     | Júlio César    |
| 45 | Lussemburgo (bandiera) | C     | Vincent Thill  |
| 55 | Capo Verde (bandiera)  | C     | Nuno Borges    |
| 77 | Brasile (bandiera)     | C     | João Victor    |
| 80 | Francia (bandiera)     | C     | Mabrouk Rouaï  |
| 88 | Portogallo (bandiera)  | C     | Chico Ramos    |
| 94 | Colombia (bandiera)    | A     | Brayan Riascos |
| 99 | Brasile (bandiera)     | A     | Dudu Teodora   |
|    | Portogallo (bandiera)  | A     | Pedro Mendes   |

## Rosa 2019-2020
Aggiornata al 2 ottobre 2019.
| N. |                       | Ruolo | Calciatore         |
| -- | --------------------- | ----- | ------------------ |
| 1  | Camerun (bandiera)    | P     | Ohoulo Framelin    |
| 2  | Portogallo (bandiera) | D     | Nuno Campos        |
| 3  | Argentina (bandiera)  | D     | Leonel Mosevich    |
| 4  | Portogallo (bandiera) | D     | Diogo Coelho       |
| 5  | Uruguay (bandiera)    | D     | Anthony Sosa       |
| 6  | Nigeria (bandiera)    | C     | Abdullahi Alhassan |
| 7  | Portogallo (bandiera) | C     | João Camacho       |
| 8  | Portogallo (bandiera) | C     | Jota               |
| 9  | Brasile (bandiera)    | A     | Pedro Perotti      |
| 10 | Argentina (bandiera)  | C     | Marco Borgnino     |
| 11 | Curaçao (bandiera)    | C     | Kenji Gorré        |
| 12 | Brasile (bandiera)    | P     | Gauther            |
| 13 | Brasile (bandiera)    | P     | Daniel Guimarães   |
| 14 | Portogallo (bandiera) | C     | Rúben Micael       |

| N. |                       | Ruolo | Calciatore           |
| -- | --------------------- | ----- | -------------------- |
| 21 | Portogallo (bandiera) | C     | Sérgio Marakis       |
| 22 | Brasile (bandiera)    | D     | Kalindi              |
| 23 | Mozambico (bandiera)  | A     | Witi                 |
| 26 | Serbia (bandiera)     | C     | Aleksandar Paločević |
| 29 | Georgia (bandiera)    | A     | Avto                 |
| 33 | Serbia (bandiera)     | D     | Lazar Rosić          |
| 35 | Honduras (bandiera)   | A     | Bryan Róchez         |
| 37 | Brasile (bandiera)    | D     | Felipe Lopes         |
| 44 | Brasile (bandiera)    | D     | Júlio César          |
| 77 | Uzbekistan (bandiera) | C     | Sardor Rashidov      |
| 80 | Portogallo (bandiera) | C     | Vítor Gonçalves      |
| 88 | Brasile (bandiera)    | C     | Kaká                 |
| 93 | Italia (bandiera)     | P     | Riccardo Piscitelli  |
| 96 | Brasile (bandiera)    | P     | Lucas França         |

## Rosa 2018-2019
Aggiornata al 2 ottobre 2018.
| N. |                       | Ruolo | Calciatore         |
| -- | --------------------- | ----- | ------------------ |
| 1  | Camerun (bandiera)    | P     | Ohoulo Framelin    |
| 2  | Portogallo (bandiera) | D     | Nuno Campos        |
| 4  | Portogallo (bandiera) | D     | Diogo Coelho       |
| 5  | Portogallo (bandiera) | D     | Mauro Cerqueira    |
| 6  | Nigeria (bandiera)    | C     | Abdullahi Alhassan |
| 7  | Georgia (bandiera)    | A     | Giorgi Arabidze    |
| 8  | Portogallo (bandiera) | C     | Jota               |
| 9  | Algeria (bandiera)    | A     | Okacha Hamzaoui    |
| 10 | Brasile (bandiera)    | C     | Diego Barcelos     |
| 12 | Argentina (bandiera)  | C     | Fernando Tissone   |
| 13 | Brasile (bandiera)    | P     | Daniel Guimarães   |
| 18 | Colombia (bandiera)   | A     | Brayan Riascos     |
| 19 | Portogallo (bandiera) | A     | João Camacho       |
| 20 | Portogallo (bandiera) | D     | Filipe Ferreira    |

| N. |                       | Ruolo | Calciatore           |
| -- | --------------------- | ----- | -------------------- |
| 21 | Portogallo (bandiera) | C     | Sérgio Marakis       |
| 22 | Brasile (bandiera)    | D     | Kalindi              |
| 23 | Mozambico (bandiera)  | A     | Witi                 |
| 26 | Serbia (bandiera)     | C     | Aleksandar Paločević |
| 29 | Georgia (bandiera)    | A     | Avto                 |
| 33 | Serbia (bandiera)     | D     | Lazar Rosić          |
| 35 | Honduras (bandiera)   | A     | Bryan Róchez         |
| 37 | Brasile (bandiera)    | D     | Felipe Lopes         |
| 44 | Brasile (bandiera)    | D     | Júlio César          |
| 77 | Uzbekistan (bandiera) | C     | Sardor Rashidov      |
| 80 | Portogallo (bandiera) | C     | Vítor Gonçalves      |
| 88 | Brasile (bandiera)    | C     | Kaká                 |
| 96 | Brasile (bandiera)    | P     | Lucas França         |

## Rosa 2017-2018
Aggiornata al 2 aprile 2018.
| N. |                         | Ruolo | Calciatore      |
| -- | ----------------------- | ----- | --------------- |
| 1  | Camerun (bandiera)      | P     | Ohoulo Framelin |
| 2  | Portogallo (bandiera)   | D     | Nuno Campos     |
| 3  | Brasile (bandiera)      | D     | Diego Silva     |
| 4  | Portogallo (bandiera)   | D     | Diogo Coelho    |
| 5  | Portogallo (bandiera)   | D     | Mauro Cerqueira |
| 7  | Mozambico (bandiera)    | A     | Witi            |
| 8  | Portogallo (bandiera)   | C     | Jota            |
| 9  | Honduras (bandiera)     | A     | Bryan Róchez    |
| 10 | Brasile (bandiera)      | C     | Diego Barcelos  |
| 11 | Capo Verde (bandiera)   | A     | Ricardo Gomes   |
| 12 | Brasile (bandiera)      | P     | Gauther         |
| 15 | Burkina Faso (bandiera) | A     | Nii Plange      |
| 17 | Brasile (bandiera)      | C     | Murilo          |
| 18 | Brasile (bandiera)      | A     | Vanílson        |

| N. |                       | Ruolo | Calciatore       |
| -- | --------------------- | ----- | ---------------- |
| 19 | Portogallo (bandiera) | A     | João Camacho     |
| 22 | Mozambico (bandiera)  | D     | Bheu             |
| 23 | Portogallo (bandiera) | C     | Sérgio Marakis   |
| 24 | Brasile (bandiera)    | P     | Daniel Guimarães |
| 25 | Brasile (bandiera)    | C     | Mateus da Silva  |
| 37 | Portogallo (bandiera) | D     | Felipe Lopes     |
| 44 | Brasile (bandiera)    | D     | Júlio César      |
| 55 | Brasile (bandiera)    | D     | Elizio           |
| 68 | Portogallo (bandiera) | C     | Edgar Abreu      |
| 70 | Brasile (bandiera)    | A     | Diego Medeiros   |
| 71 | Brasile (bandiera)    | C     | Christian        |
| 80 | Portogallo (bandiera) | C     | Vítor Gonçalves  |
| 88 | Brasile (bandiera)    | C     | Kaká             |

## Rosa 2016-2017
| N. |                       | Ruolo | Calciatore       |
| -- | --------------------- | ----- | ---------------- |
| 2  | Venezuela (bandiera)  | D     | Víctor García    |
| 3  | Brasile (bandiera)    | D     | César Martins    |
| 4  | Brasile (bandiera)    | D     | Alan Henrique    |
| 5  | Portogallo (bandiera) | D     | Nuno Sequeira    |
| 6  | Egitto (bandiera)     | C     | Ali Ghazal       |
| 7  | Portogallo (bandiera) | A     | Salvador Agra    |
| 8  | Brasile (bandiera)    | C     | Nenê Bonilha     |
| 9  | Brasile (bandiera)    | A     | Gustavo          |
| 12 | Portogallo (bandiera) | P     | Rui Silva        |
| 17 | Guinea (bandiera)     | C     | Boubacar         |
| 18 | Brasile (bandiera)    | A     | Francisco Soares |
| 20 | Portogallo (bandiera) | C     | Jota             |

| N. |                       | Ruolo | Calciatore       |
| -- | --------------------- | ----- | ---------------- |
| 22 | Portogallo (bandiera) | D     | Nuno Campos      |
| 24 | Capo Verde (bandiera) | P     | Kevin Sousa      |
| 28 | Brasile (bandiera)    | A     | Willyan Barbosa  |
| 30 | Portogallo (bandiera) | C     | Luís Aurélio     |
| 33 | Portogallo (bandiera) | D     | Rui Correia      |
| 34 | Portogallo (bandiera) | D     | Miguel Rodrigues |
| 36 | Portogallo (bandiera) | P     | Duarte Nuno      |
| 55 | Portogallo (bandiera) | D     | Mauro Cerqueira  |
| 68 | Portogallo (bandiera) | C     | Edgar Abreu      |
| 77 | Portogallo (bandiera) | A     | João Camacho     |
| 81 | Mozambico (bandiera)  | A     | Witi             |
| 89 | Brasile (bandiera)    | C     | Washington       |

## Rosa 2015-2016
| N. |                       | Ruolo | Calciatore       |
| -- | --------------------- | ----- | ---------------- |
| 1  | Brasile (bandiera)    | P     | Eduardo Gottardi |
| 2  | Portogallo (bandiera) | D     | João Aurélio     |
| 3  | Mozambico (bandiera)  | D     | Zainadine Júnior |
| 4  | Brasile (bandiera)    | D     | Alan Henrique    |
| 5  | Portogallo (bandiera) | D     | Nuno Sequeira    |
| 6  | Egitto (bandiera)     | C     | Ali Ghazal       |
| 7  | Portogallo (bandiera) | A     | Salvador Agra    |
| 8  | Brasile (bandiera)    | C     | Nenê Bonilha     |
| 9  | Brasile (bandiera)    | A     | Gustavo          |
| 12 | Portogallo (bandiera) | P     | Rui Silva        |
| 17 | Guinea (bandiera)     | C     | Boubacar         |
| 18 | Brasile (bandiera)    | A     | Francisco Soares |
| 20 | Portogallo (bandiera) | C     | Jota             |

| N. |                       | Ruolo | Calciatore       |
| -- | --------------------- | ----- | ---------------- |
| 22 | Portogallo (bandiera) | D     | Nuno Campos      |
| 24 | Capo Verde (bandiera) | P     | Kevin Sousa      |
| 28 | Brasile (bandiera)    | A     | Willyan Barbosa  |
| 30 | Portogallo (bandiera) | C     | Luís Aurélio     |
| 33 | Portogallo (bandiera) | D     | Rui Correia      |
| 34 | Portogallo (bandiera) | D     | Miguel Rodrigues |
| 36 | Portogallo (bandiera) | P     | Duarte Nuno      |
| 55 | Portogallo (bandiera) | D     | Mauro Cerqueira  |
| 68 | Portogallo (bandiera) | C     | Edgar Abreu      |
| 77 | Portogallo (bandiera) | A     | João Camacho     |
| 81 | Mozambico (bandiera)  | A     | Witi             |
| 89 | Brasile (bandiera)    | C     | Washington       |

## Rose delle stagioni precedenti
- 2011-2012
- 2012-2013
- 2014-2015

## Palmarès

### Competizioni nazionali
- Segunda Divisão: 1

1999-2000
- Segunda Liga: 2

2017-2018, 2019-2020

### Altri piazzamenti
- Coppa del Portogallo:

Semifinalista: 2008-2009, 2011-2012, 2014-2015, 2022-2023
- Coppa di Lega portoghese:

Semifinalista: 2010-2011
- Segunda Liga:

Terzo posto: 2001-2002

## Statistiche e record

### Statistiche nelle competizioni UEFA
Tabella aggiornata alla fine della stagione 2018-2019.
| Competizione                  | Partecipazioni | G  | V | N | P  | RF | RS |
| ----------------------------- | -------------- | -- | - | - | -- | -- | -- |
| Coppa UEFA/UEFA Europa League | 5              | 20 | 4 | 5 | 11 | 27 | 33 |

## Storia recente
Di seguito è riportata la tabella con i piazzamenti del Nacional in campionato e in Coppa, a partire dal 1988:
| Stag.     | Serie | Pos. | G  | V  | N  | P  | GF | GS | Pt. | Coppa      | UEFA | UEFA           | Note                  |
| --------- | ----- | ---- | -- | -- | -- | -- | -- | -- | --- | ---------- | ---- | -------------- | --------------------- |
| 1988-1989 | 1D    | 10   | 38 | 12 | 12 | 14 | 43 | 49 | 36  |            |      |                |                       |
| 1989-1990 | 1D    | 14   | 34 | 7  | 14 | 13 | 34 | 46 | 28  |            |      |                |                       |
| 1990-1991 | 1D    | 20   | 38 | 8  | 11 | 19 | 33 | 60 | 27  |            |      |                | retrocesso            |
| 1991-1992 | 2H    | 14   | 34 | 6  | 13 | 15 | 26 | 42 | 25  |            |      |                |                       |
| 1992-1993 | 2H    | 13   | 34 | 10 | 10 | 14 | 34 | 32 | 30  |            |      |                |                       |
| 1993-1994 | 2H    | 11   | 34 | 10 | 11 | 13 | 32 | 33 | 31  |            |      |                |                       |
| 1994-1995 | 2H    | 13   | 34 | 10 | 11 | 13 | 39 | 42 | 32  |            |      |                |                       |
| 1995-1996 | 2H    | 16   | 34 | 11 | 6  | 17 | 39 | 43 | 39  |            |      |                | retrocesso            |
| 1996-1997 | 2DS   | 1    | 34 | 24 | 6  | 4  | 80 | 30 | 78  | 32esimi    |      |                | promosso              |
| 1997-1998 | 2H    | 18   | 34 | 6  | 9  | 19 | 37 | 58 | 27  | 32esimi    |      |                | retrocesso            |
| 1998-1999 | 2DS   | 9    | 34 | 15 | 4  | 15 | 42 | 39 | 49  | 64esimi    |      |                |                       |
| 1999-2000 | 2DS   | 1    | 38 | 25 | 8  | 5  | 66 | 32 | 83  |            |      |                | promosso              |
| 2000-2001 | 2H    | 7    | 34 | 14 | 9  | 11 | 55 | 52 | 51  | ottavi     |      |                |                       |
| 2001-2002 | 2H    | 3    | 34 | 18 | 8  | 8  | 62 | 39 | 62  | 64esimi    |      |                | promosso              |
| 2002-2003 | 1D    | 11   | 34 | 9  | 13 | 12 | 40 | 46 | 40  | 32esimi    |      |                |                       |
| 2003-2004 | 1D    | 4    | 34 | 17 | 5  | 12 | 56 | 35 | 56  | quarti     |      |                |                       |
| 2004-2005 | 1D    | 12   | 34 | 12 | 5  | 17 | 46 | 48 | 41  | 16esimi    | UEFA | 1o t.          |                       |
| 2005-2006 | 1D    | 5    | 34 | 14 | 10 | 10 | 40 | 32 | 52  | ottavi     |      |                |                       |
| 2006-2007 | 1D    | 8    | 30 | 11 | 6  | 13 | 41 | 38 | 39  | 16esimi    | UEFA | 2o t.          |                       |
| 2007-2008 | 1D    | 10   | 30 | 9  | 8  | 13 | 23 | 28 | 35  | 16esimi    |      |                |                       |
| 2008-2009 | 1D    | 4    | 30 | 10 | 9  | 11 | 28 | 31 | 52  | semifinali |      |                |                       |
| 2009-2010 | 1D    | 7    | 30 | 10 | 9  | 11 | 36 | 46 | 39  | ottavi     | UEFA | Fase a gironi. |                       |
| 2010-2011 | 1D    | 6    | 30 | 11 | 9  | 10 | 28 | 31 | 42  | 16esimi    |      |                |                       |
| 2011-2012 | 1D    | 7    | 30 | 13 | 5  | 12 | 48 | 50 | 44  | semifinali | UEFA | Play-off.      |                       |
| 2012-2013 | 1D    | 8    | 30 | 11 | 7  | 12 | 45 | 51 | 40  | 16esimi    |      |                |                       |
| 2013-2014 | 1D    | 5    | 30 | 11 | 12 | 7  | 43 | 33 | 45  | 32esimi    |      |                |                       |
| 2014-2015 | 1D    | 7    | 34 | 13 | 8  | 13 | 45 | 46 | 47  | semifinali | UEFA | Play-off.      |                       |
| 2015-2016 | 1D    | 11   | 34 | 10 | 8  | 16 | 40 | 56 | 38  | ottavi     |      |                |                       |
| 2016-2017 | 1D    | 18   | 34 | 4  | 9  | 21 | 22 | 58 | 21  | 16esimi    |      |                | retrocesso            |
| 2017-2018 | 2D    | 1    | 38 | 19 | 14 | 5  | 72 | 45 | 71  | 32esimi    |      |                | promosso              |
| 2018-2019 | 1D    | 17   | 34 | 7  | 7  | 20 | 33 | 73 | 28  | 32esimi    |      |                | retrocesso            |
| 2019-2020 | 2D    | 1    | 24 | 14 | 8  | 2  | 36 | 16 | 50  | 64esimi    |      |                | promosso              |
| 2020-2021 | 1D    | 18   | 33 | 6  | 7  | 20 | 29 | 57 | 25  | ottavi     |      |                | retrocesso (in corso) |

1D: Primeira Liga; 2D: Liga Pro; 2DS: Seconda divisione (ora Liga de Honra), torneo sud; 2H: Liga de Honra.